# Cheilodipterus lachneri
Cheilodipterus lachneri és una espècie de peix pertanyent a la família dels apogònids.

## Descripció
- Pot arribar a fer 12 cm de llargària màxima.
- En vida és gris marronós amb 9-13 ratlles de color marró fosc d'amplada i intensitat variables.
- Presenta un punt de color marró fosc envoltat de groc al centre del peduncle caudal.
- Musell amb un tint groc (el pigment groc pot mancar del tot en els adults grossos).[5][6]

## Reproducció
La maduresa sexual és assolida en arribar als 6,5-7 cm de longitud.

## Hàbitat
És un peix marí, associat als esculls i de clima tropical (30°N-20°S).

## Distribució geogràfica
Es troba al mar Roig (esdevé rar al sud del golf d'Aqaba).

## Observacions
És inofensiu per als humans.